# Film cu partizani
Filmul cu partizani (în sârbocroată partizanski film, партизански филм) este numele unui subgen de filme de război de lungmetraj realizate în Republica Socialistă Federativă Iugoslavia în anii 1960, 1970 și 1980. În sensul cel mai larg, principalele caracteristici ale filmelor cu partizani sunt acelea că au loc în Iugoslavia în timpul celui de-Al Doilea Război Mondial și că partizanii iugoslavi sunt protagoniști principali, în timp ce antagoniștii sunt forțele Axei și colaboratorii acestora.
Conceput inițial exclusiv ca un instrument de propagandă al regimului comunist de atunci, când s-a glorificat și s-a autojustificat reamintind publicului circumstanțele dramatice ale venirii sale la putere, în timp, datorită relaxării cenzurii și expunerii mai mari la producțiile de la Hollywood și la alte cinematografii mondiale, filmul cu partizani a început să aibă un conținut ceva mai comercial, mai puțină propagandă ideologică și mai multă acțiune și umor - astfel și-a dezvoltat propria iconografie și „reguli” neoficiale.

## Definiție și scop
Există dezacorduri, chiar și în rândul criticilor de film, cu privire la definiția exactă a genului. Filmele cu partizani sunt adesea echivalate doar cu ramura populistă, orientată spre divertisment, a genului, caracterizată prin întindere epică, distribuții cu multe vedete, producție scumpă și scene intens emoționale, toate au fost introduse în filmele de război iugoslave odată cu filmul Kozara regizat de Veljko Bulajić (1962). Cealaltă ramură  –  mult mai puțin interesantă pentru autoritățile comuniste  –  a fost reprezentată de filme moderniste, de la naturalismul poetic al valului negru iugoslav până la filme experimentale de conștiință.
Până în anii 1980, greutățile economice din țară, precum și schimbarea peisajului ideologic, în special cu generația iugoslavă mai tânără, au provocat o scădere a interesului pentru acest gen, iar eșecul critic și comercial al filmului Marele transport (Veliki transport) regizat de Bulajić (1983) este de obicei văzut ca un sfârșit simbolic al erei filmelor cu partizani.
În analiza sa despre ‎Desant na Drvar de Fadil Hadžić (1963), criticul de film croat Jurica Pavičić⁠(d) a identificat șapte caracteristici cheie a ceea ce el numește „filme cu superpartizani”:
- Concentrarea asupra unor exemple cruciale, bine cunoscute, din „manualul” de luptă al partizanilor, cum ar fi bătălii majore și operațiuni, cărora li se oferă apoi o interpretare oficială.
- Absența personajelor autentice și de înalt nivel din cadrul partizanilor iugoslavi, cu excepția lui Iosip Broz Tito. În opinia lui Pavičić, rațiunea acestui lucru a fost evitarea amenințării cultului personalității lui Tito.
- Structură mozaică la care uneori participă zeci de personaje, iar soarta lor este urmărită pe tot parcursul filmului. Aceste personaje reprezintă diferite clase sau sfere ale societății (intelectuali, țărani) sau etnii diferite.
- Amestecarea comicului cu tragicului.
- Prezența personajelor străine (non-iugoslave) ca arbitri. Rolul lor este de a asista și de a verifica martiriul și eroismul popoarelor iugoslave, pe măsură ce filmele cu partizani le înfățișează, trimițând un mesaj simbolic („Iată, lumea ne recunoaște așa cum suntem”).
- Tratamentul caracteristic al germanilor: deși sunt descriși ca răufăcători și sunt demonizați în diferite moduri, se arată și că sunt superiori în putere și disciplină și sunt descriși ca un adversar eficient, sofisticat, chiar plin de farmec.
- Finaluri Deus ex machina, în care partizanii scapă din situații aparent fără speranță.

Analiza lui Pavičić a fost criticată pentru faptul că nu este universal aplicabilă filmelor cu partizani și au fost furnizate o serie de excepții notabile de la formula de mai sus.
Filmele cu partizani au fost adesea „proiecte de stat” pentru care au fost alocate sume mari de fonduri și, adesea, un număr mare de membri ai Armatei Populare Iugoslave au fost distribuiți în aceste producții.

## Filme notabile
Bătălia de pe Neretva (1969) și Sutjeska (sau A cincea ofensivă) sunt două dintre cele mai faimoase filme ale genului din fosta Iugoslavii. Aceasta este o listă parțială de producții notabile:
- Kozara (1962, regia Veljko Bulajić)
- Desant na Drvar (1963, regia Fadil Hadžić)
- Nikoletina Bursać (1964, regia Branko Bauer)
- Orlovi rano lete (1966, regia Soja Jovanović)
- Diverzanti (1967, regia Hajrudin Krvavac)
- Crne ptice (1967, regia Eduard Galić)
- Operațiunea Belgrad (1968, regia Žika Mitrović)
- Bătălia de pe Neretva (1969, regia Veljko Bulajić, nominalizare la Oscar) - cu Yul Brynner
- Podul (1969, regia Hajrudin Krvavac) - cu Bata Živojinović, Boris Dvornik
- Kad čuješ zvona (1969, regia Antun Vrdoljak)
- U gori raste zelen bor (1971, regia Antun Vrdoljak)
- Walter apără Sarajevo (1972, regia Hajrudin Krvavac)
- Bătălia de la Sutjeska (1973, regia Stipe Delić) - cu Richard Burton
- Bombaši (1973, regia Predrag Golubović)
- Partizani (1974, regia 	Stole Jankovic) - cu Rod Taylor, Adam West
- Užička republika/Ужичка република (1974, regia Žika Mitrović)
- Crveni udar (1974, regia Predrag Golubović)
- Doktor Mladen (1975, regia Midhat Mutapdžić)
- Vrhovi Zelengore (1976, regia Zdravko Velimirović)
- Maiden Bridge (1976, regia Miomir Stamenković)
- Bătălia pentru calea ferată (1978, regia Zdravko Velimirović)
- Boško Buha (1978, regia Branko Bauer)
- The Partisan Squadron sau Battle of Eagles (1979, regia Hajrudin Krvavac)
- 13 iulie (1982, regia Radomir Saranović)
- Marele transport (Veliki transport, 1983, regia Veljko Bulajić)
- Igmanski marš (1983, regia Zdravko Šotra)

## Seriale TV notabile
- Otpisani⁠(d)[6]
- Kapelski kresovi
- Mačak pod šljemom